# Ешланд (Мејн)
Ешланд (енгл. Ashland) насељено је место без административног статуса у америчкој савезној држави Мејн.

## Демографија
По попису из 2010. године број становника је 709.
| Група             | 2000.    | 2010.       |
| Белци             | 0 (0,0%) | 688 (97,0%) |
| Афроамериканци    | 0 (0,0%) | 8 (1,1%)    |
| Азијати           | 0 (0,0%) | 2 (0,3%)    |
| Хиспаноамериканци | 0 (0,0%) | 8 (1,1%)    |
| Укупно            | 0        | 709         |